# Pullhair Rubeye
Pullhair Rubeye är det enda studioalbumet av Animal Collective-medlemmen Avey Tare och Kría Brekkan, tidigare medlem i múm. Albumet släpptes 24 april 2007 digitalt och på CD och vinyl. De började spela ihop sommaren 2005 och ett tag senare gifte de sig. Paret skiljde sig dock 2010, så det är inte sannolikt att duon kommer spela in fler album i framtiden.
Låtarna från albumet är baserade på livespelningar i USA och på Island under 2006, men släpptes med låtarna spelade baklänges. Avey Tare svarade på kritiken angående baklängeseffekten i ett foruminlägg, "det är så albumet är, inga trick är involverade här, inga koncept. Vi gillar helt enkelt albumet på det sättet. Hoppas det är okej."

## Mottagande
Vid utgivningen var musikkritiker delade. Mark Richardson från Pitchfork Media gav albumet 1 av 10 och tyckte att baklängeseffekten blev "tråkig" efter 31 minuter; men hävdade samtidigt att albumet är riktigt bra i sin "originalform" (utan baklängeseffekten). En skribent på Tiny Mix Tapes var imponerad av baklängeskonceptet och uppskattade både den utgivna baklängesversionen och "originalformen". Ned Raggett från Allmusic skrev att albumet är "trevligt, men inte livsförändrande" och gav det 3.5 av 5 i betyg.

## Låtlista
| Nr | Titel                   | Längd |
| -- | ----------------------- | ----- |
| 1. | Sis Around the Sándmill | 3:56  |
| 2. | Opís Helpus             | 8:33  |
| 3. | Foetus No-Man           | 2:03  |
| 4. | Who Wellses in My Hoff  | 3:54  |
| 5. | Lay Lay Off, Faselam    | 3:59  |
| 6. | Palenka                 | 2:49  |
| 7. | Sasong                  | 2:14  |
| 8. | Was Ónaíp               | 4:10  |